# Dur-Dur
Dur-Dur (ros. Дур-Дур) – wieś (sieło) w Rosji, w Osetii Północnej, w rejonie digorskim. W 2010 liczyła 2239 mieszkańców, wśród których 23 zadeklarowało narodowość rosyjską, 3 gruzińską, 5 inguską, 2139 osetyjską, 7 uzbecką, a 7 osób nie wskazało żadnej.